# La Nuit (chanson de Salvatore Adamo)
Pour les articles homonymes, voir La Nuit.
La Nuit est une chanson composée et chantée par Salvatore Adamo en 1965.
Le single a été classé numéro un en France pendant 8 semaines et s'est écoulé à plus de 400 000 exemplaires.

## Reprise
En 2008, le titre est repris avec Jeanne Cherhal sur l'album de duo Le Bal des gens bien.
En 2010, le groupe de rock féminin italien Le Rivoltelle a repris la version italienne de la chanson d'Adamo pour leur premier single.